# DCI-P3

Le triangle des couleurs DCI-P3 dans le diagramme de chromaticité de l'espace de couleurs CIE 1931

DCI-P3 ou DCI/P3, est un espace de couleur du cinéma numérique. « DCI » renvoie à Digital Cinema Initiatives, un groupement d'experts de l'industrie cinématographique.

## Définition
Publié par la Society of Motion Picture and Television Engineers sous les références SMPTE EG 432-1:2010 et SMPTE RP 431-2:2011, DCI-P3 a un gamut plus étendu que la Recommandation 709 conçue pour les téléviseurs, reprise par sRGB pour les écrans d'ordinateur. Il constitue une étape pour l'accès à la Recommandation 2020, prévoyant un espace de couleurs plus étendu. sRGB reproduit environ 36 % de l'ensemble des couleurs visibles ; DCI-P3, environ 45 %.
L'extension, consistant à l'éloignement des couleurs primaires, concerne les couleurs saturées, qui sont aussi celles pour lesquelles les ellipses de MacAdam, représentant les couleurs qui se confondent dans l'espace des couleurs, sont les plus grandes. Elle implique, pour conserver la résolution des couleurs dans la région où la vision humaine en distingue le plus, soit d'augmenter la profondeur de couleur, soit de diminuer la résolution dans les régions intermédiaires.